# Klondike Highway
Pour les articles homonymes, voir Klondike.
Klondike Highway ou Alaska Route 98, Yukon Highway 2, est une route qui relie la ville de Skagway en Alaska à la Cité de Dawson au Yukon. Elle est sensiblement parallèle à la route empruntée par les prospecteurs en 1898 lors de la ruée vers l'or du Klondike. Elle est longue de 705 kilomètres.

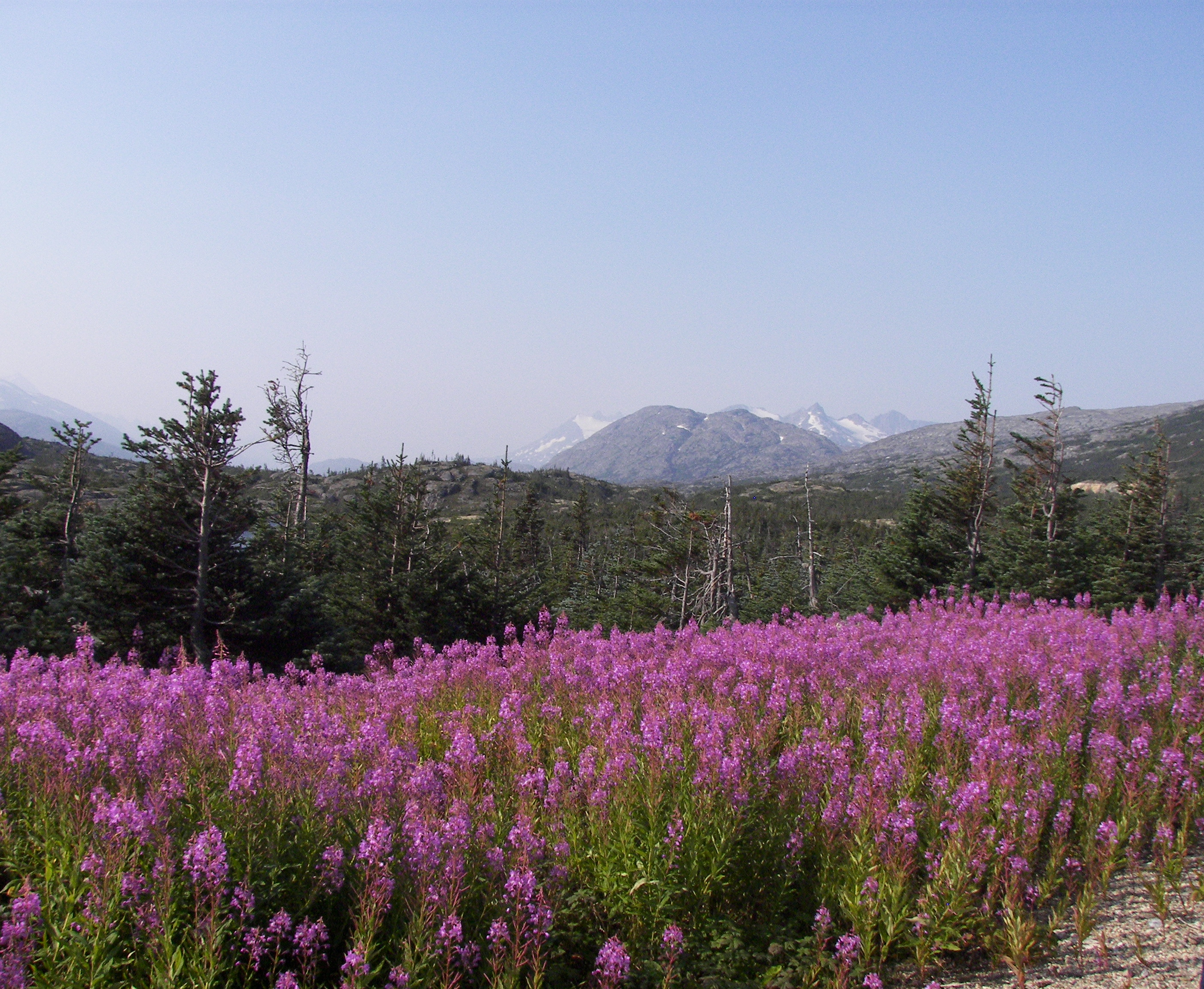
Épilobes sur les bords de la Klondike Highway

Elle passe en Alaska pendant 15 kilomètres, par le col White dans la Chaîne Côtière où elle traverse la frontière canadienne avec la Colombie-Britannique où elle continue sur 56 kilomètres. Puis, elle entre dans le Yukon où elle rejoint la Route de l'Alaska près de Whitehorse, et partage une courte section avec cette dernière avant de se diriger vers la Cité de Dawson.

## Partie sud

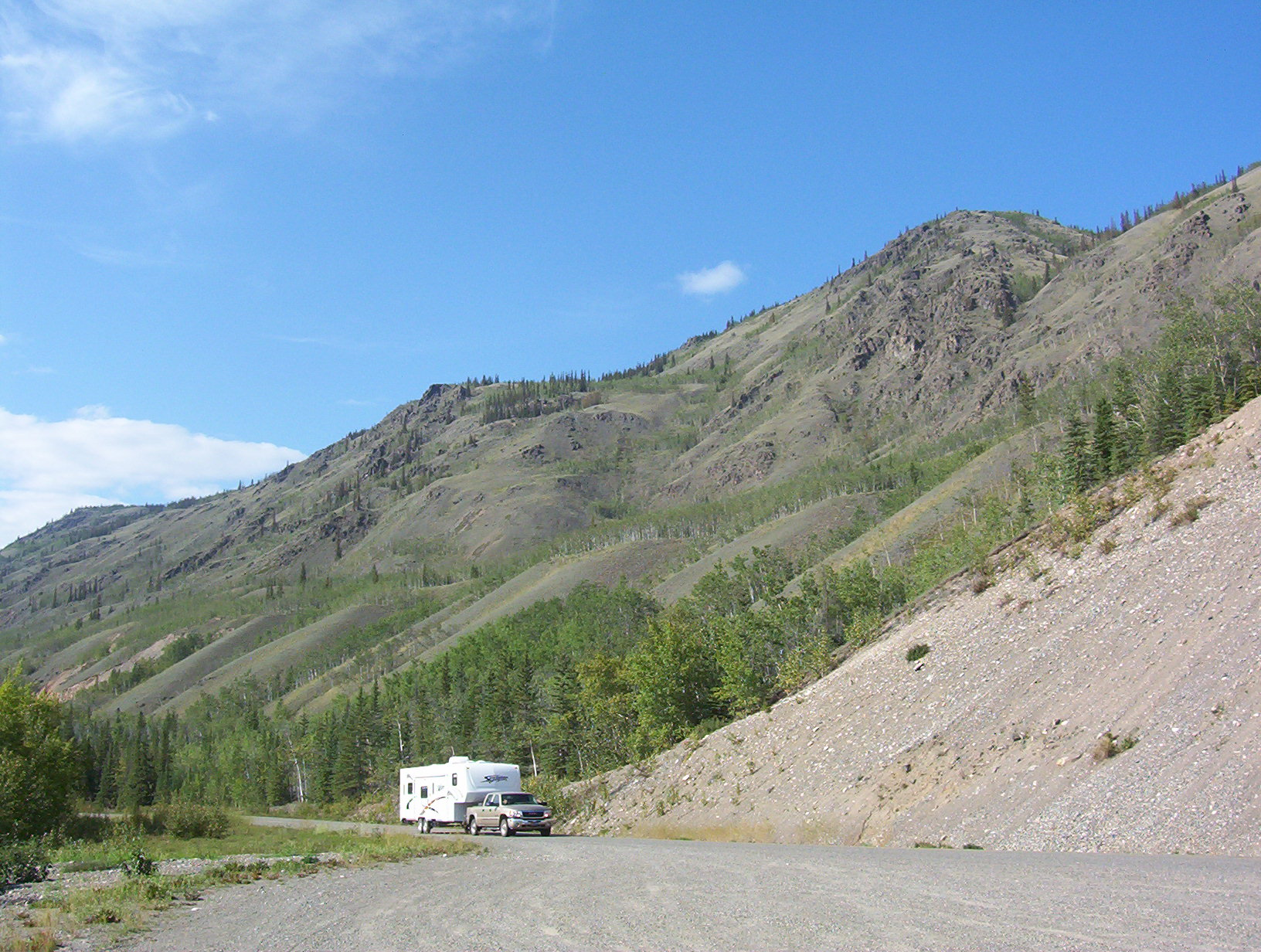
Klondike Highway près de Finger Rapids

Cette section de 53 kilomètres est connue localement comme la route de Carcross. Elle a été incorporée à la Route de l'Alaska en 1978. 
Sa construction commence dans les années 1950 et n'est achevée, entre Skagway et Carcross, qu'en août 1978. Elle n'est alors ouverte que quelques semaines par an.
Prévue à l'origine pour les déplacements touristiques, elle devient, en 1986, une importante route pour le transport commercial, en remplacement du trafic ferroviaire du train du White Pass and Yukon Route. Goudronnée en 1990, si les productions minières ne l'empruntent plus, elle reste une voie de passage pour les camions-citernes, et surtout pour les touristes qui rejoignent Fraser, en Colombie-Britannique, après avoir fait une excursion en train touristique depuis Skagway.

## Partie nord

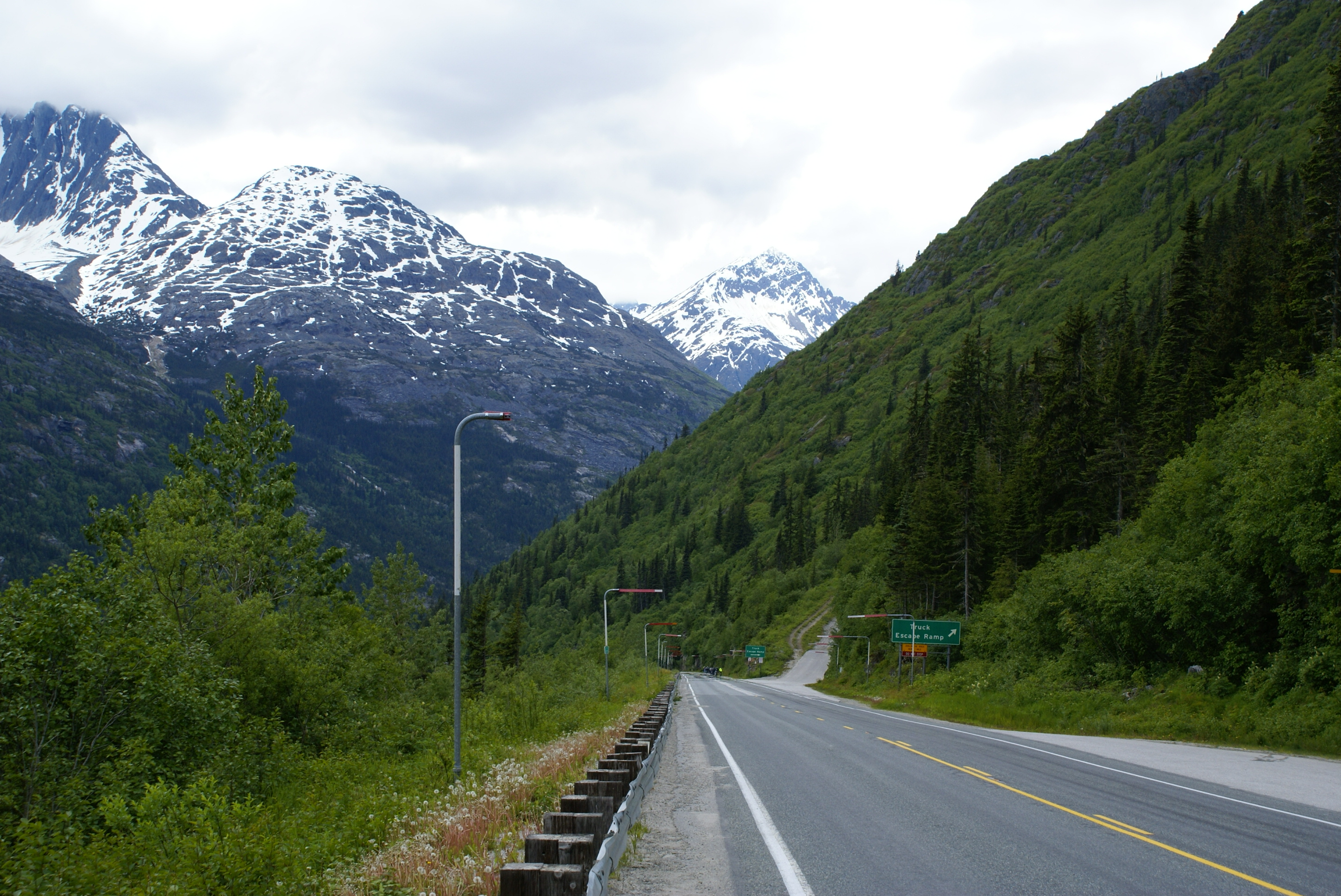
Passage dans le Yukon

Dans les années 1950, la route entre Whitehorse et Dawson était de très mauvaise qualité. Appelée route Whitehorse-Mayo, elle passait par les villages de Keno City, Elsa et Mayo. Les derniers ponts ont été achevés en 1960 afin de remplacer les traversiers à Carmacks, Pelly Crossing et Stewart Crossing. 
Cette partie fut intégrée à la Highway 2 en 1978 devenant une section de la Klondike Highway, tandis que la section nord-est, depuis Stewart Crossing devient la Highway 11 avant d'être nommée Silver Trail. Depuis la Klondike Highway, la  Robert Campbell Highway part de Carmacks pour rejoindre Faro et au-delà Watson Lake sur la Route de l'Alaska.
Même si, dès 1979 la totalité de la Klondike Highway était goudronnée, il faut attendre la fin des années 1980 pour que sa réfection soit complète.

## Lieux traversés

### AuYukon
- Carcross, au Yukon
- Carmacks
- Stewart Crossing, au Yukon

### EnColombie-Britannique
- Fraser, en Colombie-Britannique
- Poste frontalier de Skagway–Fraser

### EnAlaska
- Skagway, en Alaska